# Zległe
Zległe (niem. Schlegelberg, 737 m n.p.m.) – góra w Sudetach Środkowych, we wschodniej części Gór Sowich.
Wzniesienie położone na Obszarze Chronionego Krajobrazu Gór Sowich i Bardzkichw środkowo-wschodniej części pasma Gór Sowich, po południowo-wschodniej stronie od Przełęczy Woliborskiej, około 3,4 km na północny wschód od centrum miejscowości Wolibórz.
Wzniesienie w kształcie wału o płaskim mało rozpoznawalnym wierzchołku, nieregularnej rzeźbie i ukształtowaniu oraz stromych zboczach z mało wyrazistą częścią szczytową. Wznosi się na początku bocznego grzbietu, odchodzącego od Szerokiej w kierunku północnym, który stromo opada do linii sudeckiego uskoku brzeżnego. Wzniesienie od południowego wschodu i północnego zachodu wyraźnie wydzielają górskie doliny, którymi spływają odnogi Zamkowego Potoku. Wzniesienie zbudowane z prekambryjskich gnejsów i migmatytów z żyłami amfibolitów i łupków chlorytowych. Zbocza wzniesienia pokrywa niewielka warstwa młodszych osadów z okresu zlodowaceń plejstoceńskich. Cała powierzchnia wzniesienia łącznie z partią szczytową porośnięta jest lasem bukowo-świerkowym regla dolnego. Zbocza wzniesienia trawersują liczne drogi leśne prowadzące północno-wschodnimi stokami Gór Sowich. U północno-zachodniego podnóża wzniesienia, położona jest Przełęcz Woliborska. Położenie wzniesienia, kształt oraz niewyraźnie zaznaczony szczyt czynią wzniesienie mało rozpoznawalnym w terenie.

## Inne
- Wzniesienie w przeszłości nosiło nazwę: Schlegelberg.

## Turystyka
Przez południowo-zachodnie zboczem około 250 m poniżej szczytu przechodzi szlak turystyczny:
- niebieski – odcinek Europejskiego Szlaku Długodystansowego z Zagórza Śląskiego do Srebrnej Góry.